# Ischyropsalis pestae
Ischyropsalis pestae is een hooiwagen uit de familie Ischyropsalididae.